# فرنسيس تونغ هوي
فرنسيس تونغ هوي (بالصينية: 童辉) هو قسيس صيني، ولد في 15 أغسطس 1938، وتوفي في 27 أكتوبر 2016.